# プロテウス航空706便空中衝突事故
プロテウス航空706便空中衝突事故（プロテウスこうくう706びんくうちゅうしょうとつじこ）は、1998年7月30日、フランスのリヨンからロリアンに向かうプロテウス航空706便がキブロン湾上空でセスナと空中衝突した事故である。双方の乗員乗客15人全員が死亡した。

## 経緯
現地時間12時21分、プロテウス航空706便はリヨン・サン＝テグジュペリ国際空港を離陸した。目的地であるロリアン近郊のラン=ビウエ空港まではわずか70分程度のフライトであった。この日、クルーは飛行進路を南にずらし、キブロン湾上空を通ることにした。これはかつてフランスが誇った豪華客船フランス号（当時はノルウェージャン・クルーズラインに売却され、ノルウェー号と名を変えていた）が湾内に碇泊中であり、空から見物したいと乗客の一人が機長に希望したためだった:21-22。この頃、地元の飛行クラブ所属のセスナがヴァンヌ空港からキブロン湾へこちらも客船見物のため離陸した 。
13時53分、キブロン湾に差し掛かった706便は3,700フィート（1,100 m）に降下し、計器飛行から有視界飛行に切り替えた上でさらに2,500フィート（760 m）まで降下した。そして2,500～2,000フィート (610 m)の高さで360°の左旋回を行った:9。
13時56分、セスナのパイロットは無線交信で3,000フィート（910m）から1500フィート（460m）に降下することを伝えている:9。13時57分、706便は360°旋回をほぼ終え、元の空路に復帰して空港に進入するとロリアンの管制官に伝えた:18。13時58分にこの確認を受けた直後、2機は衝突した。2機は湾内に墜落し、ビーチクラフトの乗員乗客14人とセスナのパイロット1人の全員が死亡した。

## 事故原因
事故後の調査によってセスナのトランスポンダが作動していなかったことが分かった:53。
1997年と1998年にAISによって公表された文書では、当時セスナのトランスポンダは飛行中に必ずしも作動させなくとも良いとされていた:36。そのため、ラン=ビウエ空港側ではセスナをレーダー画面上で認知し、管制することができなかった。:53 また706便とセスナは互いに違う周波数で交信していたため、双方のパイロットも事故直前まで相手の存在を知ることが出来なかった:47。
この調査では、西北西に飛行していた706便が360°左旋回を行った結果、右（北方）から接近するセスナの機影が持ち上がったビーチクラフトの翼に隠れてしまった事が明らかになった。また正面からビーチクラフトに接近する形となったセスナ側でも機体の操縦装置などが作る死角に706便が入り込んでしまい、最後まで視認できなかったという事もわかった:53 :47。

## 余談
この空中衝突事故の27年前に、ヒューズ・エア・ウエストのDC-9がアメリカ海兵隊のF-4B戦闘機と空中衝突して墜落するという、ヒューズ・エア・ウエスト706便空中衝突事故が発生している。偶然にも便名が同じ706便であり、どちらも相手の機体の目視が出来なかったことが原因であった。

## この事故を扱った番組
- メーデー!:航空機事故の真実と真相 第14シーズン第5話「Deadly Detour」[5]